# 182 (numero)
Centoottantadue (182) è il numero naturale dopo il 181 e prima del 183.

## Proprietà matematiche
- È un numero pari.
- È un numero composto dai seguenti 8 divisori: 1, 2, 7, 13, 14, 26, 91, 182. Poiché la somma dei suoi divisori (escluso il numero stesso) è 154 < 182, è un numero difettivo.
- È un numero nontotiente.
- È un numero sfenico.
- È un termine della successione di Mian-Chowla.
- È un numero oblungo, ovvero della forma n(n+1).
- È un numero di Ulam.
- È parte delle terne pitagoriche (70, 168, 182), (120, 182, 218), (182, 624, 650), (182, 1176, 1190), (182, 8280, 8282).
- È un numero palindromo nel sistema di numerazione posizionale a base 3 (20202) e in quello a base 9 (222). In quest'ultima base è altresì un numero a cifra ripetuta.
- È un numero odioso.
- È un numero congruente.

## Astronomia
- 182P/LONEOS è una cometa periodica del sistema solare.
- 182 Elsa è un asteroide della fascia principale del sistema solare.
- NGC 182 è una galassia spirale della costellazione dei Pesci.

## Astronautica
- Cosmos 182 è un satellite artificiale russo.

## Musica
- blink-182 è un gruppo musicale statunitense.
- blink-182 è un album del 2003 dell'omonima band.